# Dzieje złotego (seria monet)
Seria Dzieje Złotego obejmowała srebrne monety kolekcjonerskie oraz obiegowe okolicznościowe o nominale 2 złote ze stopu Nordic Gold. Narodowy Bank Polski zainaugurował tę serię w 2004 roku, w 80. rocznicę reformy walutowej Władysława Grabskiego i wprowadzenia do obiegu złotego. Celem serii było przedstawienie rozwoju złotego i jego historycznych wizerunków. Ostatnią monetą serii było 5 złotych z 1928 r. – Nike wyemitowane 14 kwietnia 2007 roku.

## Lista monet seriiDzieje Złotego
Zarówno awers, jak i rewers monet srebrnych próby 925 jest zmienny. Stałymi elementami awersu jest orzeł, rok wprowadzenia monety do obiegu, nominał i napis Rzeczpospolita Polska. Rewers przedstawia wizerunek monety z dwudziestolecia międzywojennego.
Awers monet ze stopu CuAl5Zn5Sn1 (Nordic Gold) przedstawia orła, rok wprowadzenia do obiegu, nominał (2 złote) oraz napis Rzeczpospolita Polska. Na rewersie z kolei przedstawiona jest historia złotego.
| Moneta                                    | Nominał    | Stop        | Średnica | Masa    | Data emisji      | Nakład  | Wizerunek monety |
| ----------------------------------------- | ---------- | ----------- | -------- | ------- | ---------------- | ------- | ---------------- |
| 1 złoty z 1924 r.                         | 10 złotych | Ag 925      | 32,00 mm | 14,14 g | 21 kwietnia 2004 | 55 000  | awers i rewers   |
| 1 złoty z 1924 r.                         | 2 złote    | CuAl5Zn5Sn1 | 27,00 mm | 8,15 g  | 21 kwietnia 2004 | 800 000 | rewers           |
| Żaglowiec (2 złote i 5 złotych z 1936 r.) | 10 złotych | Ag 925      | 32,00 mm | 14,14 g | 27 kwietnia 2005 | 61 000  | awers i rewers   |
| Żaglowiec (2 złote i 5 złotych z 1936 r.) | 2 złote    | CuAl5Zn5Sn1 | 27,00 mm | 8,15 g  | 27 kwietnia 2005 | 950 000 | rewers           |
| 10 złotych z 1932 r.                      | 10 złotych | Ag 925      | 32,00 mm | 14,14 g | 29 marca 2006    | 61 000  | awers i rewers   |
| 10 złotych z 1932 r.                      | 2 złote    | CuAl5Zn5Sn1 | 27,00 mm | 8,15 g  | 29 marca 2006    | 1 000   | rewers           |
| 5 złotych z 1928 r. – Nike                | 10 złotych | Ag 925      | 32,00 mm | 14,14 g | 18 kwietnia 2007 | 52 000  | awers i rewers   |
| 5 złotych z 1928 r. – Nike                | 2 złote    | CuAl5Zn5Sn1 | 27,00 mm | 8,15 g  | 18 kwietnia 2007 | 900 000 | rewers           |